# Jaana Pelkonen
Jaana Pelkonen, née le 27 janvier 1977 à Lahti, est animatrice et présentatrice de télévision et une femme politique finlandaise, membre du Parlement finlandais.

## Biographie
Après avoir obtenu son diplôme en sciences politiques, Pelkonen commença sa carrière d'animatrice à la radio 99 de Lahti de 1995 à 1997.
Elle est devenue célèbre en Finlande comme présentatrice de l'émission télévisée Tilt de 1997 à 2005 et de quelques programmes de jeunesse. 
En 2002, elle a présenté un spectacle de voyage de divertissement appelé FarOut.
En mai 2007, elle coprésente le Concours Eurovision de la chanson 2007 avec Mikko Leppilampi.
En 2008, elle se porte candidate aux élections municipales, et est élue conseillère de la mairie d'Helsinki.
En avril 2011, elle est élue députée de la circonscription d'Helsinki.